# Rue des Trois-Renards
La rue des Trois-Renards (en occitan : carrièra dels Tres Mandrats) est une voie publique de Toulouse, chef-lieu de la région Occitanie, dans le Midi de la France. Elle se trouve au cœur du quartier Arnaud-Bernard, dans le secteur 1 - Centre.

## Situation et accès

### Description
La rue des Trois-Renards est une voie publique, longue de 108 mètres. Elle naît perpendiculairement à la rue du Taur, presque à son débouché sur la place Saint-Sernin. Elle suit le tracé de l'ancien enclos de l'abbaye Saint-Sernin et son parcours, en courbe, s'oriente progressivement de l'est au nord. Elle donne naissance, à main gauche, à l'impasse Alexandre-Yersin. Elle se termine au carrefour de la rue Émile-Cartailhac, qu'elle reçoit à l'ouest, et de la place Saint-Sernin, au niveau du parvis Jean-Paul-II, qui s'élargit au nord.
La chaussée compte une seule voie de circulation automobile en sens unique, de la rue du Taur vers la rue Émile-Cartailhac. Elle est définie comme une zone de rencontre et la vitesse y est limitée à 20 km/h. Il n'existe pas de bande, ni de piste cyclable, quoiqu'elle soit à double-sens cyclable.

### Voies rencontrées
La rue des Trois-Renards rencontre les voies suivantes, dans l'ordre des numéros croissants (« g » indique que la rue se situe à gauche, « d » à droite) :
1. Rue du Taur
2. Place Saint-Sernin (d)
3. Impasse Alexandre-Yersin (g)
4. Rue Émile-Cartailhac (g)
5. Place Saint-Sernin (d)

### Transports
La rue des Trois-Renards est parcourue et desservie sur toute sa longueur par la navette Ville. Les stations de métro les plus proches sont, au sud la station Capitole, sur la ligne de métro , à l'est la station Jeanne-d'Arc, et au nord la station Compans-Caffarelli, sur la ligne .

## Odonymie
La rue des Trois-Renards tient son nom d'une hôtellerie qui s'y trouvait au XVIIe siècle, à l'enseigne des Trois-Renards. Au Moyen Âge, elle porta des noms différents. Au XIVe siècle, elle portait, avec les actuelles rue Émile-Cartailhac et place du Peyrou, qui la prolongent à l'ouest, le nom de rue du Puits-de-Lauzun. On sait que ce puits se trouvait sur le sol de l'actuelle place du Peyrou, au carrefour des actuelles rues des Lois, Albert-Lautmann et des Salenques. Ce nom de Lauzun, dont l'origine est également peu claire, ferait peut-être référence, pour Pierre Salies, à un dépôt de lauzes (lausas en occitan), des pierres plates utilisées pour couvrir les bâtiments et utilisées lors de la construction de l'abbaye et de l'église Saint-Sernin. L'actuelle rue des Trois-Renards était aussi appelée, au XVe siècle, rue des Banquets ou des Banquets-de-Saint-Sernin, car on y trouvait les bancs ou plutôt les « petits bancs » (banquets en occitan), c'est-à-dire les étals du marché de Saint-Sernin. En 1794, pendant la Révolution française, la rue devint rue Franklin, en l'honneur du héros de la Révolution américaine et de l'indépendance des États-Unis, Benjamin Franklin, mais ce nom ne subsista pas,,.

## Histoire

### Moyen Âge et période moderne
La maison de charité de Saint-Sernin est fondée en 1744 grâce au don de Pierre-François Dumay, chanoine de Saint-Sernin, d'une maison qu'il possède dans la rue du Taur (actuel no 71). En 1798, la Maison de charité de Saint-Sernin s'agrandit d'une nouvelle maison donnée par Françoise-Bonaventure Blancomme (actuel no 6). En 1845, le préfet Duchatel ordonne la fusion des maisons de charité des quartiers de la ville au sein d'un seul Bureau de bienfaisance.

## Patrimoine et lieux d'intérêt

### Musée Saint-Raymond
- no  8 : hôpital, puis collège Saint-Raymond ; musée Saint-Raymond.  Classé MH (1975)[8],[9].

### Immeubles
- no  2 : immeuble des Filles de la charité de Saint-Vincent-de-Paul.
L'immeuble est construit en 1926 par l'architecte toulousain Louis Berty, pour le compte des Filles de la charité de Saint-Vincent-de-Paul. Le bâtiment est dévolu aux activités charitables des religieuses : il compte un dispensaire en rez-de-chaussée, un oratoire, une infirmerie, une cuisine et un réfectoire au 1er étage, et les dortoirs, la lingerie et les autres pièces de service au 2e étage.
L'immeuble, bâti en brique, s'élève à l'angle de l'impasse Alexandre-Yersin, sur cinq niveaux : un sous-sol semi-enterré, un rez-de-chaussée surélevé, deux étages et un niveau de comble à surcroît. Le 2e étage est particulièrement mis en valeur : séparé des autres niveaux par un cordon, il est éclairé par des fenêtres en plein cintre qui évoquent des mirandes. Elles sont surmontées par une frise de calepinage et une large corniche moulurée[10].

- no  6 : crèche des Trois-Renards. 
Une première maison est construite dans la deuxième moitié du XVIIIe siècle. Au début du XIXe siècle, elle est aménagée par la municipalité qui y installe une partie des activités du bureau de bienfaisance. En 1890, un dispensaire pour enfants malades est ouvert. 
La première maison consiste en un simple corps de bâtiment, construit au fond d'une impasse et bâti en brique. Il s'élève sur deux étages et ne compte, sur l'impasse, qu'une seule travée, éclairée par de simples fenêtres rectangulaires. Au rez-de-chaussée, la porte piétonne, protégée par une marquise, est surmontée d'une plaque de marbre qui porte l'inscription « Bureau de bienfaisance ». Une corniche moulurée surmonte l'élévation. La façade sur la cour intérieure s'élève sur un étage et un niveau de comble à surcroît. C'est probablement au XIXe siècle que de nouveaux bâtiments sont construits en fond de cour[11].

- no  9 : immeuble[12].

- no  9 bis : immeuble. 
L'immeuble est construit dans les premières décennies du XXe siècle. Les fenêtres ont un linteau en métal. Les deux étages sont séparés par un cordon de brique, sous lequel sont disposés trois médaillons en céramique émaillée entre lesquels est inscrite la marque Gibbs, entreprise britannique connue pour ses lames de rasoirs, ses brosses à dents, et surtout pour son savon à barbe[13].

- no  13 : immeuble. 
L'immeuble, de style classique, est construit dans la deuxième moitié du XVIIIe siècle, à l'angle de la rue Émile-Cartailhac. Le rez-de-chaussée est éclairé par une grande ouverture de boutique rectangulaire. Au 1er étage, les fenêtres sont surmontées d'une corniche et possèdent des garde-corps en fer forgé du début du XIXe siècle. L'élévation, couronnée par une corniche, est surmontée d'un garde-corps à balustres[14].